# Револьверна гармата

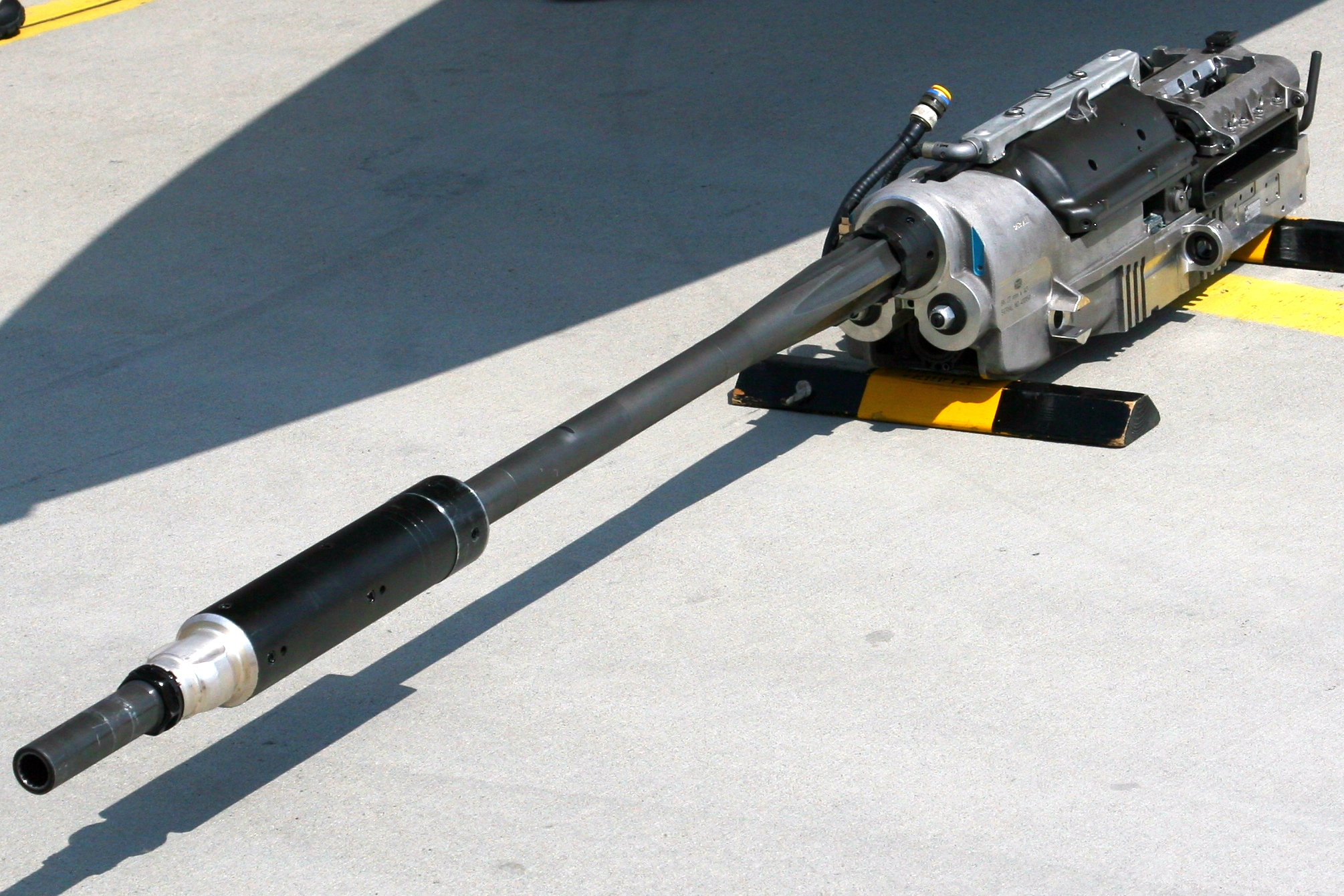
Сучасна авіаційна револьверна гармата Mauser BK-27

Револьверна гармата — один з типів автогармат, які зазвичай використовують на літальних апаратах. У неї всередині встановлено циліндр з каморами, як на револьверах, для прискорення циклу заряджання-постріл-екстракція.
Деякі гармати також мають механічний привод, для прискорення процесу заряджання. На відміну від системи Гатлінга, у револьверної гармати лише один ствол, через це вона легша, працює внаслідок відведення порохових газів.

## Історія

### Попередники

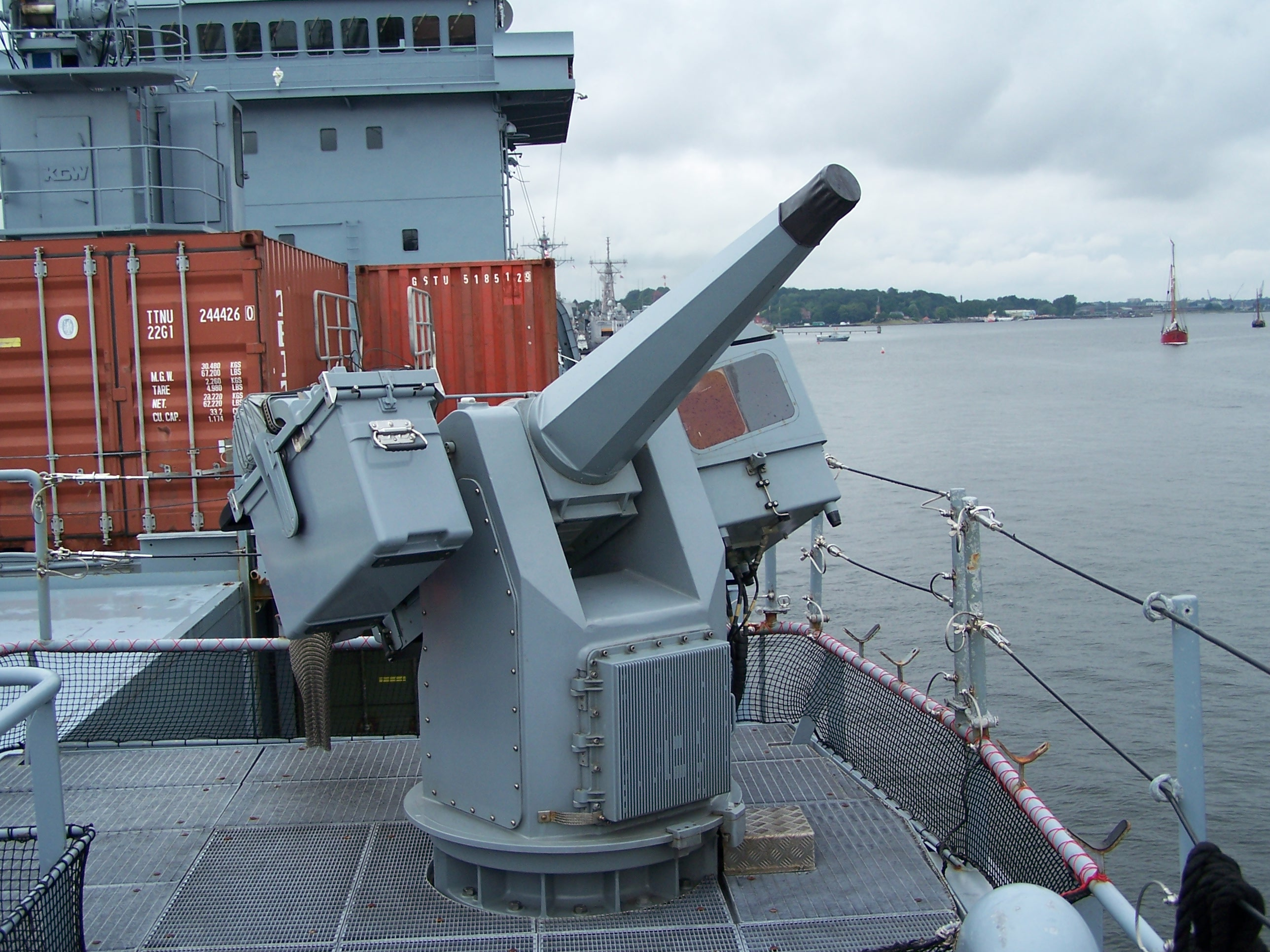
Дистанційно керована револьверна гармата MLG 27 на борту катера класу «Ельба» німецького флоту

Першою револьверною гарматою можна вважати рушницю Пакла 1718, велику кременеву револьверну гармату, з ручним заряджанням. Конструкція розробника була не практичною, тому що перевершила технології XVIII століття.
Протягом 19-го століття, Елайша Коллір  та пізніше Семюел Кольт використали револьверну дію для створення ручної зброї.
У КША використовували одноствольну 2-дюймову, 5-зарядну револьверну гармату з ручним обертанням барабана при осаді Піттсбурга. Гармату захопили під Данвиллем війська Союзу 27 квітня 1865..
(Револьверна гармата Готчкісса другої половини 19-го сторіччя була не зовсім револьверною гарматою у сучасному сенсі, вона скоріше належить до систем Гатлінга.)
У 1905, C. M. Кларк запатентував першу автоматичну гармату, автоматика якої працювала внаслідок відведення порохових газів, але вона була проігнорована. Робота автоматики у патенті Кларка була на основі зворотно-поступального руху як у кулеметах Максима та Браунінга, які у той час набирали популярності.
Приблизно у 1935, Сілін, Березін та Морозенко працювали над револьверним авіаційним кулеметом калібру 7,62 мм з темпом стрільби 6000 пострілів за хвилину, проєктна назва була СИБЕМАС, але проєкт було закрито.

### Сучасники
Перша сучасна версія револьверної гармати з'явилась лише у середині 1940-х.
Першою револьверною гарматою стала Mauser MK 213, яка стала основою для всіх сучасних гармат. У післявоєнні часи, інженери компанії Маузер роз'їхалися в усьому світі і розробили схожу зброю. У Британії та Франції було розроблено гармату на базі 30 мм версії MK 213, які мали назву ADEN та DEFA, відповідно. У Швейцарії виробляли Oerlikon KCA. У той час американська гармата M39 повторювала 20 мм версію, з переробленою каморою під 102 мм снаряд, середній між снарядами 213 — 82 мм та Hispano-Suiza HS.404 — 110 мм. Деякі покоління зброї ADEN/DEFA не змінювалися до 1970-х.
У цей час було створено нову зброю під 25 мм снаряд НАТО та 27 мм Маузер. Яскравим прикладом є гармата Mauser BK-27. У 1980-х, у Франції було випущено гармату GIAT 30, нове покоління гармат з механічним приводом. Rheinmetall RMK30 стала подальшою модифікацією системи GIAT, у якій для зменшення віддачі порохові гази відводилися назад.
Великі експериментальні гармати було також розроблено для зенітних потреб, наприклад англо-швейцарська двоствольна, але з одним гніздом для барабана  42 мм гармата Oerlikon RK 421 під кодовою назвою «Червоний Король» і схожа одноствольна «Червона Королева» — обидві були скасовані під час розробки. Найбільше простояла на службі морська артилерійська система Rheinmetall Millennium 35 мм.
У Радянському Союзі револьверні гармати були менш поширені, як на Заході, особливо у авіації. Механізм радянських револьверних гармат було запатентовано у 1944. Практично не відома гармата Р-23 встановлювалася на деякі моделі Ту-22, але пізніше була замінена на двоствольну гармату ГШ-23 на Ту-22M. З гармати Р-23 було здійснено постріл зі станції Салют 3. Револьверні гармати використовувалися у радянському флоті, НН-30, зазвичай у спареній установці башти AK-230.

## Характеристики
Через використання барабана на кілька камор, який під'єднано до одного стволу, цей різновид автоматичної гармати використовує револьверні принципи для заряджання, стрільби і екстракції декількох гільз, що дозволяє суттєво збільшити швидкість стрільби у порівнянні зі звичайними гарматами того ж калібру.

### Порівняння з гарматами Гатлінга
У порівнянні з гарматами Гатлінга револьверні гармати мають невисоку максимальну швидкострільність через те, що вогонь ведеться через один ствол, який швидко перегрівається. Деякі гармати Гатлінга мають темп стрільби у 10 000 набоїв за хвилину (наприклад ГШ-6-23), у той час, як револьверні гармати мають швидкострільність до 2500 набоїв за хвилину (у GIAT 30 M791). З іншого боку, револьверні гармати легші за гармати Гатлінга, потребують менше обслуговування та інструментів для встановлення. Системи Гатлінга обертають усю зв'язку стволів і затворну раму, що збільшує вагу систем з однаковим калібром на десятки кілограмів.

## Типи

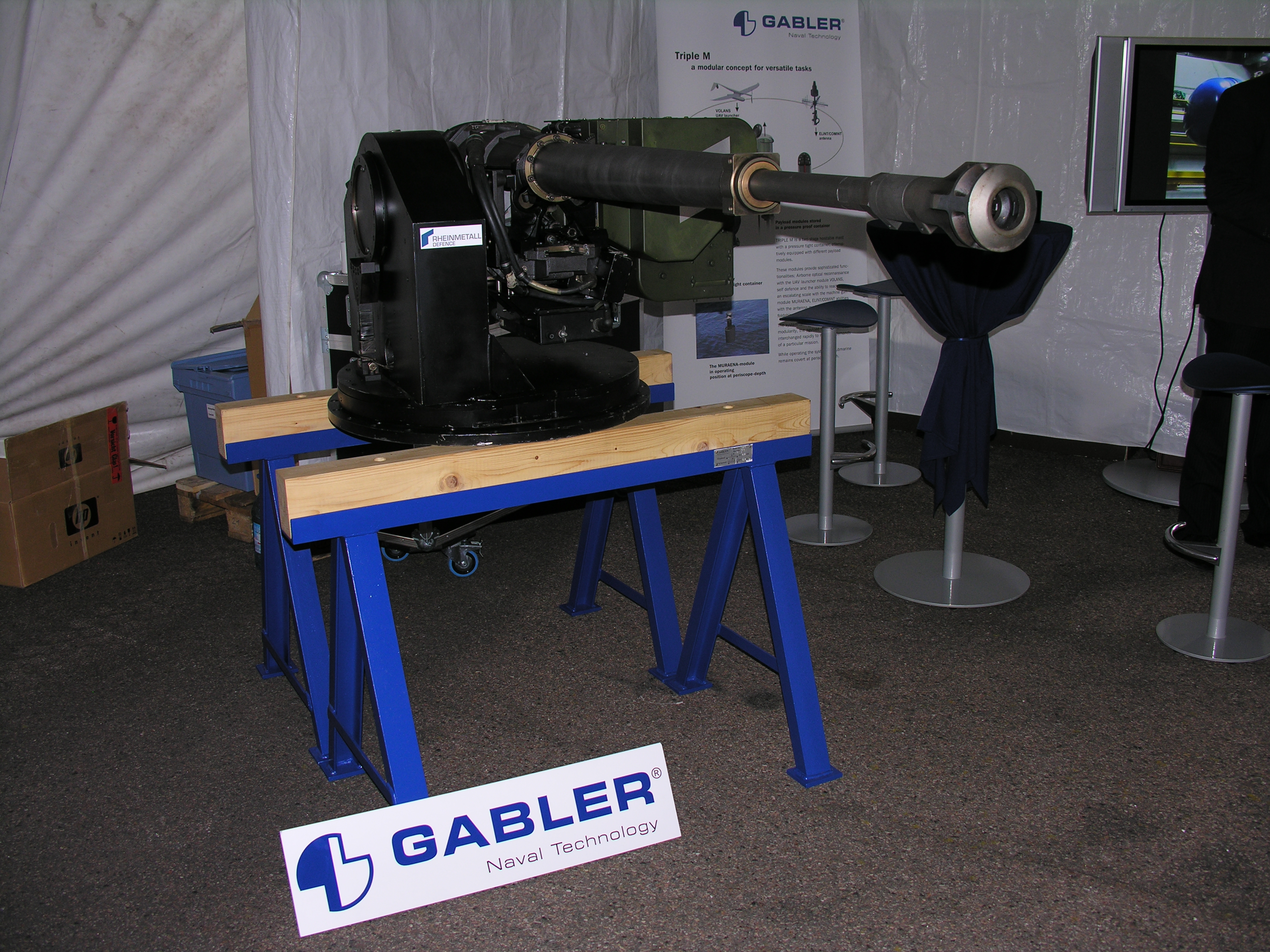
Rheinmetall RMK30 (виставка TechDemo 2008)

- Гармата ADEN
- Гармата DEFA
- GIAT 30
- M39 cannon
- Mauser BK-27
- Mauser MG 213
- Oerlikon KCA
- Rheinmetall RMK30
- Р-23